# Писаржевский, Лев Владимирович
Лев Влади́мирович Писарже́вский (1 февраля [13 февраля] 1874, Кишинёв — 23 марта 1938, Днепропетровск) — советский химик, академик Академии наук СССР. Заслуженный профессор Украинской ССР (1924).

## Биография
Окончил в 1896 году Императорский Новороссийский университет и был оставлен при университете для приготовления к профессорскому званию. В 1898 году назначен лаборантом. Допущен к чтению лекций после 1899 года. В 1900 году командирован за границу, где работал в физико-химическом институте профессора Оствальда в Лейпцигском университете. В том же 1900 году стал лауреатом большой Ломоносовской премии. В 1902 году в Одессе защитил диссертацию «Перекиси и надкислоты». Вернувшись в Одессу, с января 1903 года читал лекции в Новороссийском университете. В 1904 году назначен профессором химии Юрьевского университета.
С 1908 года работал профессором Киевского политехнического института. В 1911 году оставил должность в знак протеста против политики министра народного просвещения Л. А. Кассо.
В 1911—1913 годах преподавал на Бестужевских курсах и в Психоневрологическом институте в Петербурге, а после 1913 года работал профессором Горного института и университета в Екатеринославе. В 1924—1926 годах — ректор Днепропетровского горного института.
С 1927 года — директор созданного по его инициативе Украинского института физической химии (ныне Институт физической химии имени Л. В. Писаржевского).
Был избран 14 января 1928 года членом-корреспондентом АН СССР в секции физико-математических наук (физическое отделение).
В 1929—1934 годах работал в Политехническом институте в Тбилиси. В 1935 году возглавил Грузинский филиал АН СССР; здесь Писаржевский получил и изучил ряд новых перекисных соединений (совместно с П. Г. Меликишвили).
Согласно состоит в ВКП(б) с 1930 г.
1 февраля 1930 года Писаржевский был избран академиком Академии наук СССР в секции физико-математических наук.

## Научный вклад
Л. В. Писаржевский изучал термодинамику реакций в растворах. Опубликовал ряд трудов в этой области — «Термохимические данные относительно некоторых органических соединений» («Журнал Русского физико-химического общества», 1897); «Электролиз β-метилглицидной и β-метилглицероновой кислот» (ib., 1897); «Из области химического равновесия» (ib., 1903); «Влияние растворителя на константу равновесия» (ib., 1904); «Thermochemische Studien über die üebersäuren» («Z. anorg. Ch.», 1900, и «Журнал Русского физико-химического общества», 1900); «Hyperoxyde des Zirkoniums, Ceriums und Thoriums» (ib., 1900); «Ueber die Einwirkung von Wasserstoffperoxyd auf die Salze der Vanadin- und Uebervanadinsäure»; «Einige Worte über die Ueberwolframsäure, Ueberuransäure und Uebervanadinsäure»; «Wirkung von Wasserstoffperoxyd und Natriumhypochlorit auf die Oxyde von Thorium, Zirkonium und Cerium» и «Katalyse der Salze der Uebersäuren» (ib., 1902); «Uebervanadinsäure» («Z. physik. Ch.», 1903); «Einwirkung von Wasserstoffperoxyd auf Kaliummetavanadat» (ibid., 1901, и «Журнал Русского физико-химического общества», 1901); «Der Zustand einiger Uebersäuren und ihrer Salze in Lösung» (ib., 1903); «Der Einfluss des Lösungsmittels auf die Gleichgewichtskonstante und die Beziehung zwischen dem elektrischen Leitvermögen und der innern Reibung» (ib., 1905) и несколько работ совместно с профессором Меликовым, Танатаром и Петренко-Критченко.
Предложил теорию равновесных электродных процессов, а также выполнил ряд работ, положивших начало электронной теории гетерогенного катализа. Автор учебников «Введение в химию» (1926) и «Неорганическая химия» (1930, совместно с М. А. Розенберг). Несколько лет изучал влияние растворителя на электропроводность, вязкость и другие свойства растворов электролитов. Ему принадлежит открытие, которое легло в 1905 году в основу правила постоянства предела произведения молярной электропроводности на вязкость. С 1914 года разрабатывал основы электронной химии, рассматривая химические процессы с точки зрения строения электронных оболочек атомов и молекул, электростатических взаимодействий и деформаций атомов, молекул и ионов. Общепринятые сегодня представления о роли электронов в химических реакциях и об окислительно-восстановительных реакциях как процессах переноса электронов были сформулированы Писаржевским.
Л. В. Писаржевский был известен как популяризатор науки и придавал этой стороне своей деятельности большое значение. Совместно с В. А. Вагнером был первым редактором журнала «Природа». Как указывалось в обращении к читателям первого номера журнала (1912), они с Вагнером считали такой журнал «лучшим средством борьбы с предрассудками, с влиянием схоластики и метафизики». Интересы Писаржевского не ограничивались только наукой, он был поэтом и художником, известны его большие полотна, написанные в манере Сомова.
О вкладе Писаржевского в развитие науки на Украине, см.

## Награды
- Премия им. В. И. Ленина (1930);
- Орден Ленина.

## Память
В память об учёном названо Правило Вальдена — Писаржевского, которое гласит, что для жидких электролитов произведение вязкости и удельной проводимости является постоянной величиной для данного вещества, не зависящей от растворителя.

## Галерея

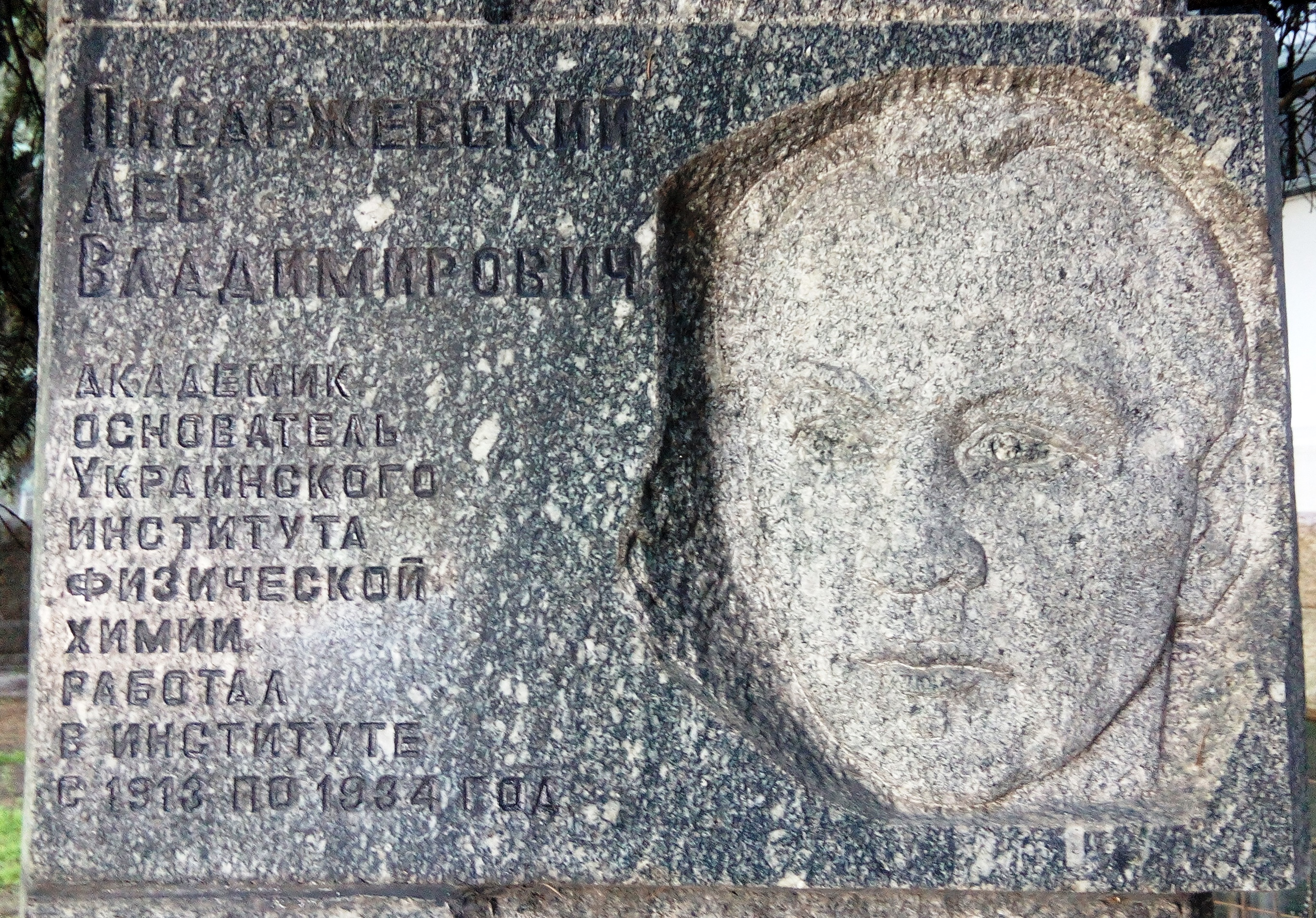
Барельеф Л. В. Писаржевскому перед центральным корпусом НТУ "Днепровская политехника"